# John the Painter

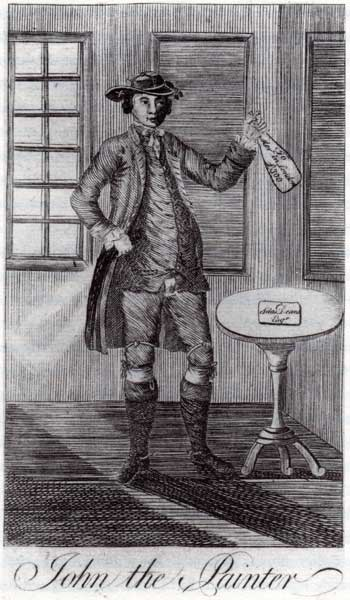
Illustration d'Aitken de 1777.

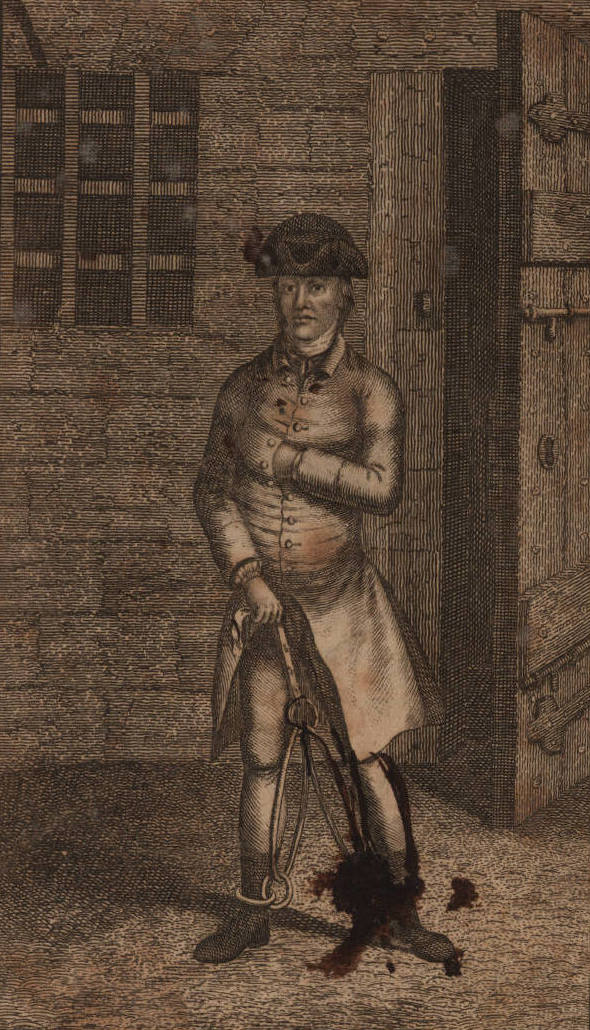
Portrait d'Aitken en prison par W. Cave ad viv del.

James Aitken (1752 - 10 mars 1777), plus connu sous le nom de John the Painter, est un mercenaire qui a commis des actes de sabotage dans les chantiers navals de la Royal Navy pendant la guerre d'indépendance américaine en 1776.

## Enfance
Aitken est né à Édimbourg en 1752, fils d'un ferblantier et huitième d'une famille de douze enfants.
La mort prématurée de son père permet à Aitken d'entrer à l'école caritative pour enfants pauvres de l'hôpital George Heriot, fondé pour soigner les enfants pauvres sans père (puir, faitherless bairns, en écossais) à Édimbourg.
En quittant l'école à l'âge de 14 ans, il s'essaie à plusieurs métiers peu rémunérateurs, dont l'apprentissage de peintre en 1767, avant de découvrir que le monde de la criminalité lui offre des récompenses plus immédiates. Il a admis dans son testament qu'il était un bandit de grand chemin, un cambrioleur, un voleur à l'étalage, un voleur. Il est en plus l'auteur d'au moins un viol :

« J'ai fait de mon mieux pour traverser Winchester jusqu'à Basingstoke, avec l'intention de retourner à Londres. En passant près de Basingstoke, j'ai vu une jeune fille regarder des moutons, avec quelques menaces et imprécations, j'ai commis un viol, à ma honte il faut le dire. »

## Carrière de saboteur
Craignant que ses crimes ne soient bientôt détectés, Aitken négocie un contrat en échange d'un voyage à Jamestown, en Virginie. Il n'a pas vraiment l'intention de respecter les termes du contrat de fiducie et s'enfuit rapidement en Caroline du Nord. Il passe les deux années suivantes dans des endroits tels que Philadelphie, Boston, New York, et Perth Amboy dans le New Jersey. C'est au cours de cette période qu'il est exposé à la rhétorique révolutionnaire, et Aitken a affirmé qu'il avait été harcelé par les troupes britanniques pour être un suspect Whig. À un moment donné, après un voyage de retour en Angleterre en 1775, il développe son projet d'incendie politique. Certains historiens ont émis l'hypothèse que Aitken était motivé par un désir d'échapper à sa vie d'insignifiance et de pauvreté, et qu'en frappant un coup au nom des révolutionnaires américains, il serait reconnu et largement récompensé pour son rôle.
Aitken pensait que les arsenaux britanniques étaient vulnérables aux attaques, et il était convaincu qu'un incendiaire très motivé pouvait paralyser la Royal Navy en détruisant des navires dans les ports, mais surtout les arsenaux et les passerelles utilisés pour construire, remettre en état et réparer la grande Marine royale. Bien que recherché comme criminel pour ses autres crimes, Aitken se rend librement sur plusieurs chantiers navals pour tester leur vulnérabilité. En outre, il se rend à Paris où il s'efforce de rencontrer le diplomate américain Silas Deane. Bien que Deane soit sceptique quant au succès d'Aitken, ce dernier quitte les réunions croyant qu'il a le plein soutien de Deane et du gouvernement révolutionnaire américain. Ce qui est clair, c'est qu'Aitken n'a jamais reçu de rémunération au-delà de quelques livres que Deane lui a prêtées.
Aitken retourne en Angleterre avec l'ordre de Deane de rencontrer l'expatrié, espion et agent double américain Edward Bancroft, auquel il dévoile au moins certaines de ses intentions. Grâce à sa formation de peintre, il mélange des produits chimiques et des solvants de peinture, Aitken sollicite l'aide de plusieurs autres personnes pour construire des dispositifs incendiaires bruts dans le but de brûler les bâtiments hautement inflammables des arsenaux royaux. Pendant plusieurs mois, Aitken attaque des installations à Portsmouth et Bristol, donnant l'impression qu'une bande de saboteurs était en liberté en Angleterre.

## Chasse à l'homme, capture et emprisonnement

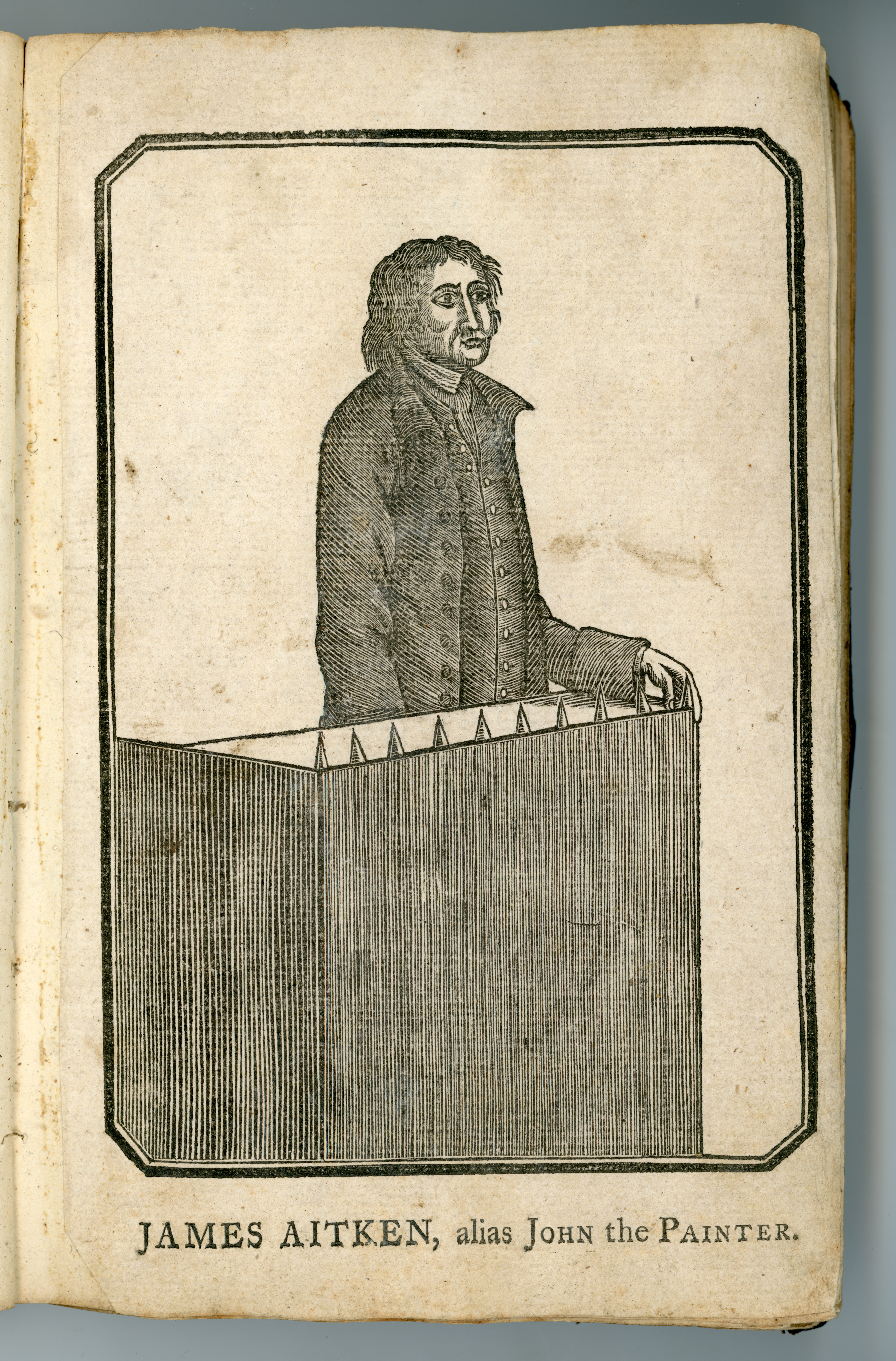
Gravure du XVIIIe siècle représentant Aitken.

Les exploits d'Aitken, bien qu'ils ne causent pas de dommages importants, réussissent à semer la panique au sein de la population et du gouvernement britanniques. Comme on peut s'y attendre, d'autres incendies détectés au cours de la même période sont attribués à tort à Aitken, ce qui déclenche l'alarme. Au plus fort de la crise, le roi George III reçoit de fréquentes séances d'information et des groupes tels que les Coureurs de Bow Street sur la piste d'Aitken. Finalement, grâce à l'aide de John Fielding, un portrait d'Aitken surnommé « John The Painter » et une récompense pour sa capture sont placardés. Peu de temps après, Aitken est arrêté alors qu'il traverse le pays.
Au cours de son emprisonnement, les autorités britanniques n'ont d'abord pas réussi à obtenir suffisamment de preuves. Mais ils recrutent un jeune homme, John Baldwin, un ancien peintre de Philadelphie, qui visite Aitken fréquemment en prison et finit par gagner sa confiance. Aitken fournit rapidement beaucoup d'informations à cet agent, informations utilisées ensuite pour trouver des témoins et renforcer le dossier de l'État contre lui.

## Procès et exécution
Le 10 mars 1777, les autorités britanniques pendent Aitken au mât d'artimon du HMS Arethusa pour incendie criminel dans les chantiers navals royaux après l'avoir surpris en train de mettre le feu à la cabane de corde de Portsmouth. Le mât est enlevé du navire et érigé à l'entrée de l'arsenal pour permettre au plus grand nombre de personnes possible d'assister à l'exécution. C'était la potence la plus haute jamais utilisée dans une exécution en Angleterre. Quelque 20 000 personnes auraient été témoins de la pendaison. Ses restes ont été exposés à la casemate du fort pendant plusieurs années.